# 李建勛 (唐朝)
李建勛（872年—952年），字致堯，廣陵人。
李德誠第四子。唐懿宗咸通十三年（872年）出生，娶徐溫之女（後為廣德公主）為妻。早年為金陵巡官，徐知誥（後為李昪）鎮守金陵時，任命李建勛為副使。李昪創建南唐，李建勛任中書侍郎同平章事。保大十年（952年）卒。有集一卷。